# Arne Norman (ämbetsman)
Erik Arne Norman, född den 28 mars 1900 i Östersund, död den 15 april 1980 i Nyköping, var en svensk ämbetsman.
Norman avlade studentexamen i Stockholm 1919 och juris kandidatexamen 1924. Han genomförde tingstjänstgöring 1924–1927 och tjänstgjorde i Stockholms rådhusrätt 1928. Norman var anställd vid länsstyrelsen i Stockholms län 1929–1944 och övergick till länsstyrelsen i Södermanlands län 1944. Han blev taxeringsintendent där 1946 och var landskamrerare 1956–1965. Norman blev riddare av Vasaorden 1948 och kommendör av Nordstjärneorden 1962.